# 윈덤 (건담 시리즈)
윈덤(영어: Windam, 일본어: ウィンダム)은 TV 애니메이션 《기동전사 건담 SEED DESTINY》에 등장하는 모빌 슈트(MS)로 분류되는 가공의 유인 조종식 인간형 로봇 병기이다. 지구연합군의 주력 양산형 모빌 슈트로, 기존의 주력기인 대거 L로부터 기종 전환 중인 신형기라는 설정이다. 대거 L 및 시조격이 되는 기체인 스트라이크 건담과 동일한 규격의 장비 환장 시스템인 스트라이커 팩 시스템을 채택하고 있어서 높은 범용성을 가지고 있다. 작품 내에서는 흰색 기조의 양산기 외에 제81독립기동군 팬텀 페인의 지휘관인 네오 로아노크 전용의 자주색 컬러기도 등장한다.

## 같이 보기
- 건담 시리즈의 병기 목록
- 기동전사 건담 SEED DESTINY